# Rhinolophus adami
Rhinolophus adami es una especie de murciélago de la familia Rhinolophidae.

## Distribución geográfica
Es endémica de la República del Congo.

## Hábitat
Su hábitat natural son: las cuevas.